# Видобища
Видобища (на македонска литературна норма: Видобишта, произношение в местния говор Видобишча) е квартал на град Охрид, в югозападната част на Северна Македония.

## География
Видобища е крайната североизточна махала на града, на изток от Горна Влашка махала към Велгощи.

## История
На улица „Марко Цепенков“ № 140 във Видобища е разкрит археологическият обект „Гробница-Видобища“.
В XIX век Видобища е малко чисто българско село. В „Етнография на вилаетите Адрианопол, Монастир и Салоника“, издадена в Константинопол в 1878 година и отразяваща статистиката на населението от 1873 Видобища (Vidobischta) е посочено като село с 15 домакинства с 50 жители българи.